# Niviventer tenaster
Niviventer tenaster је врста глодара из породице мишева (лат. Muridae).

## Распрострањење
Врста има станиште у Вијетнаму, Камбоџи, Кини, Лаосу, Мјанмару и Тајланду.

## Станиште
Врста Niviventer tenaster има станиште на копну.

## Угроженост
Ова врста није угрожена, и наведена је као последња брига јер има широко распрострањење.

### Популациони тренд
Популациони тренд је за ову врсту непознат.